# Trogon melanurus
El trogón colinegro, trogón colinegro común, trogón de cola negra, surucuá grande verde o sorocuá cola negra  (Trogon melanurus)  es una especie de ave de la familia  Trogonidae.

## Distribución y hábitat
Se encuentra en la cuenca del Amazonas y el adyacente Panamá. Su hábitat natural son los húmedos bosques de las tierras bajas.  

## Subespecies
- Trogon melanurus eumorphus
- Trogon melanurus macroura
- Trogon melanurus melanurus
- Trogon melanurus mesurus
- Trogon melanurus occidentalis